# Fort Cépérou
Le fort Cépérou, anciennement[Quand ?] fort Saint-Michel, est une fortification construite aux XVIIe siècle sur le mont Cépérou, dans la commune de Cayenne, en Guyane.

## Toponymie
Le nom de cet édifice vient d'un chef amérindien du même nom, sur les terres duquel a été construit le fort.

## Historique
En 1643, le chef amérindien Cépérou vend le rocher qui domine l’île de Cayenne et les terres qui l’entourent au Français Charles Poncet de Brétigny.
Le fort est pris par les Français en 1676.

## Galerie d'images

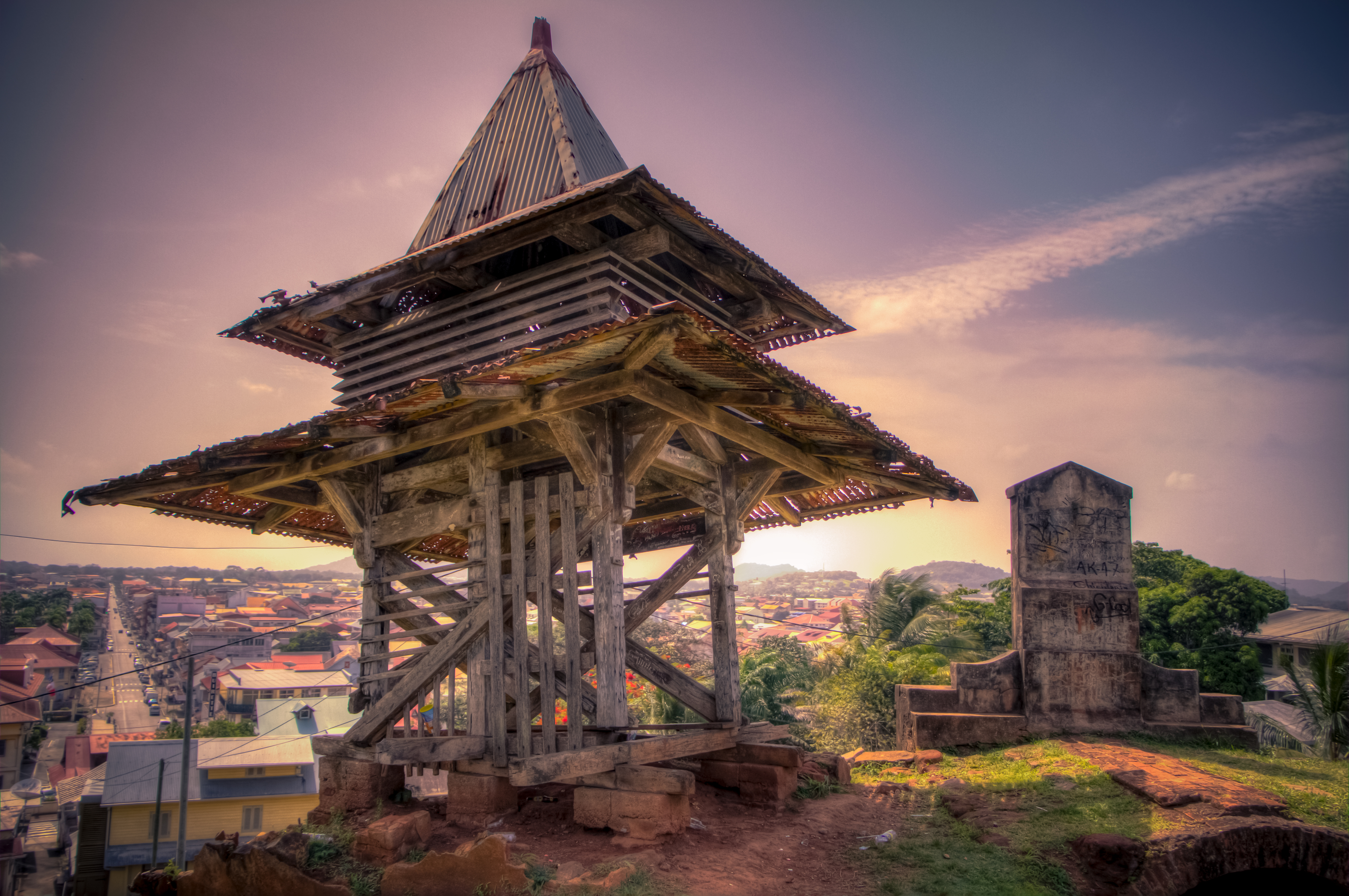
Vue de Cayenne depuis le fort Cépérou, avec au premier plan un ancien beffroi, mai 2015.
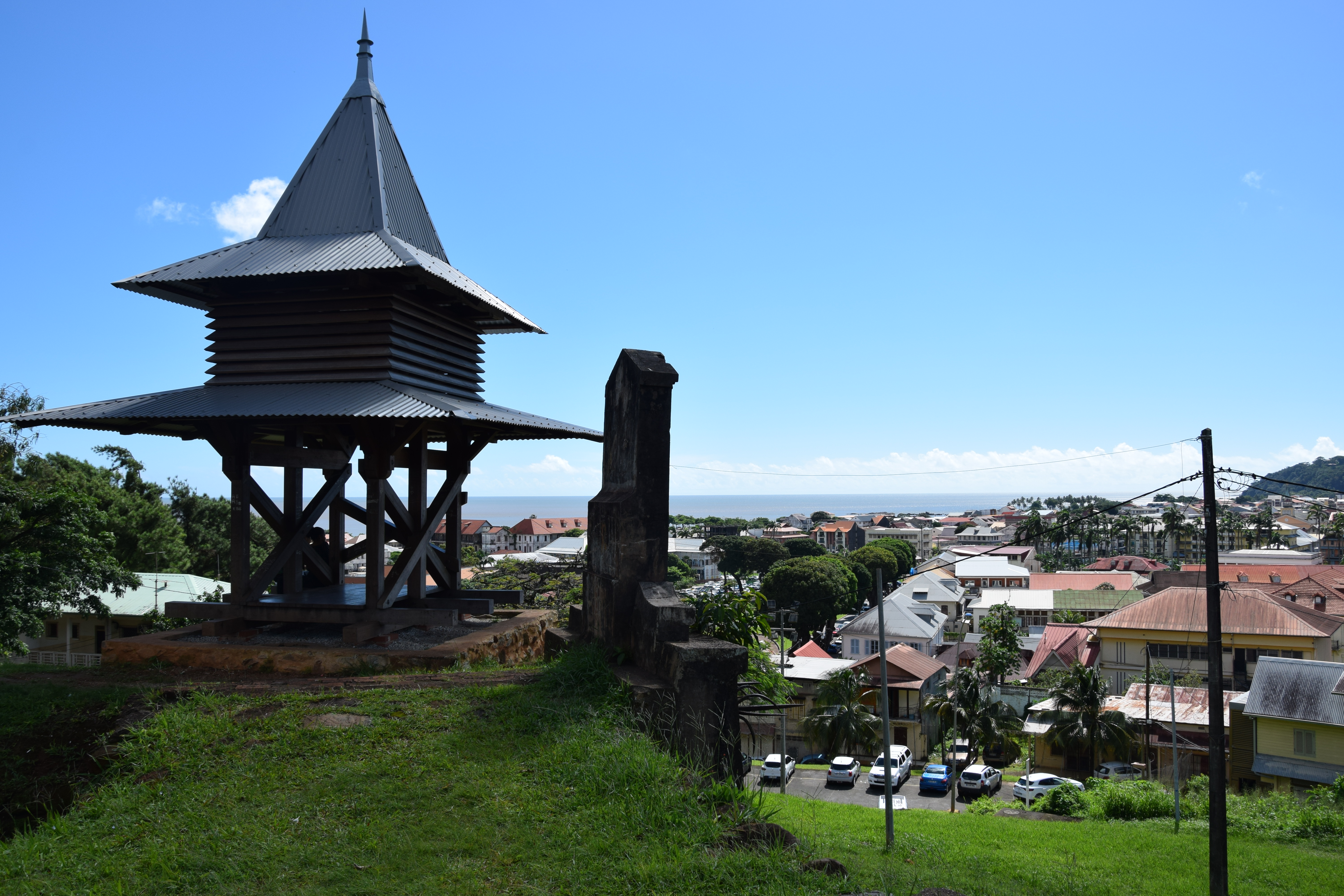
Vue de la pagode rénovée.
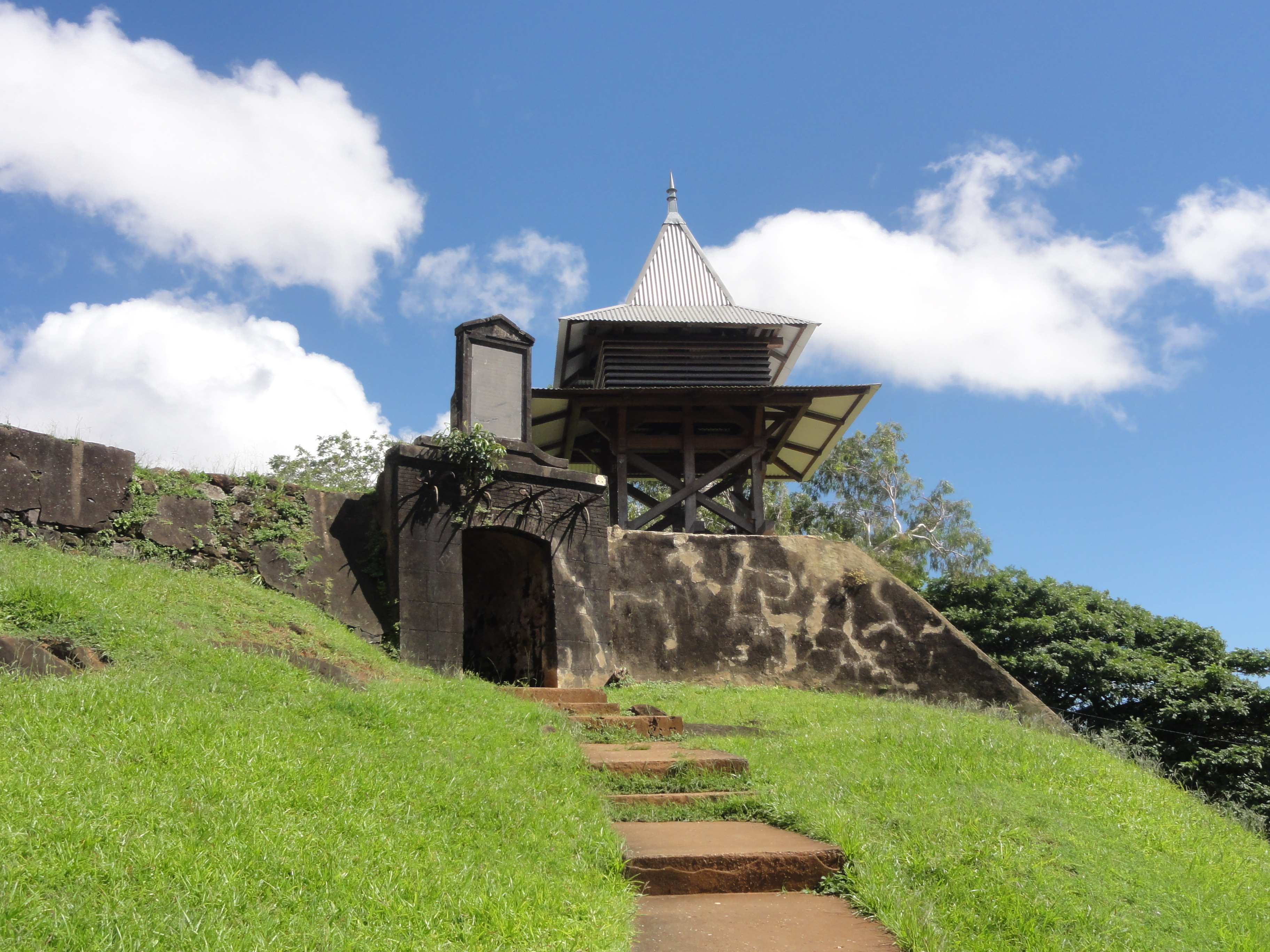